# Statue der Mutter Gottes der Schiffbrüchigen

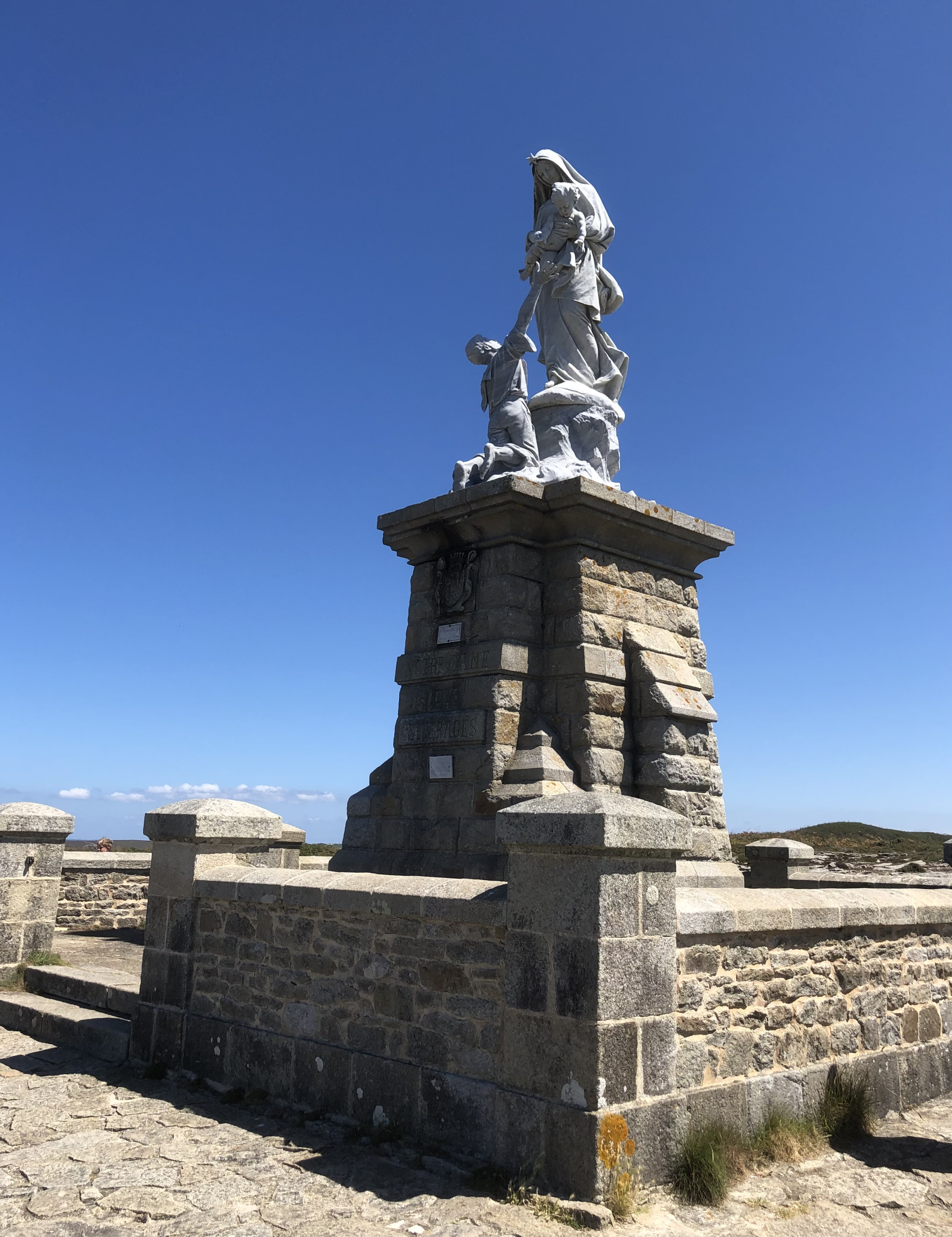
Statue der Mutter Gottes der Schiffbrüchigen, 2022

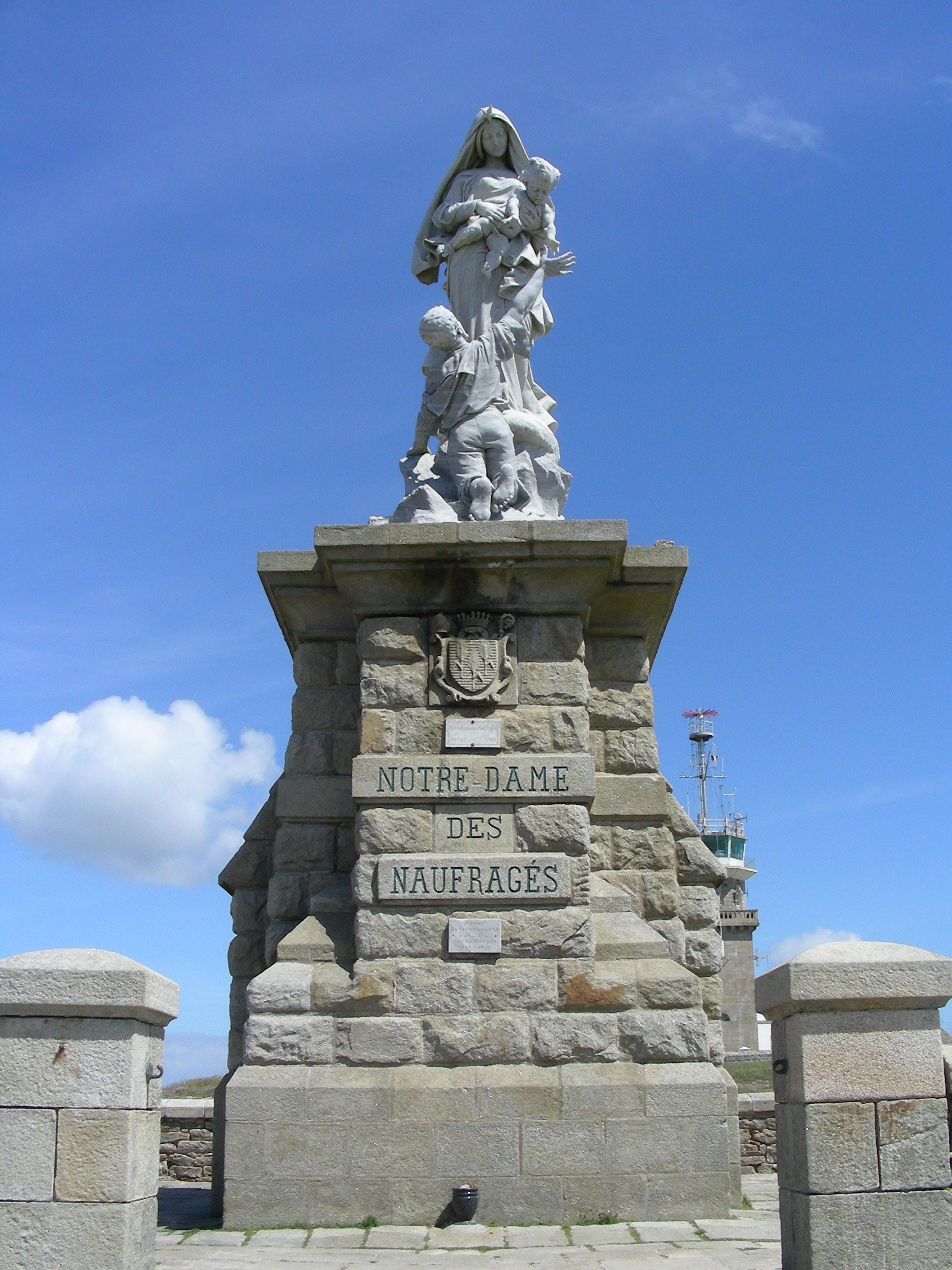
2007

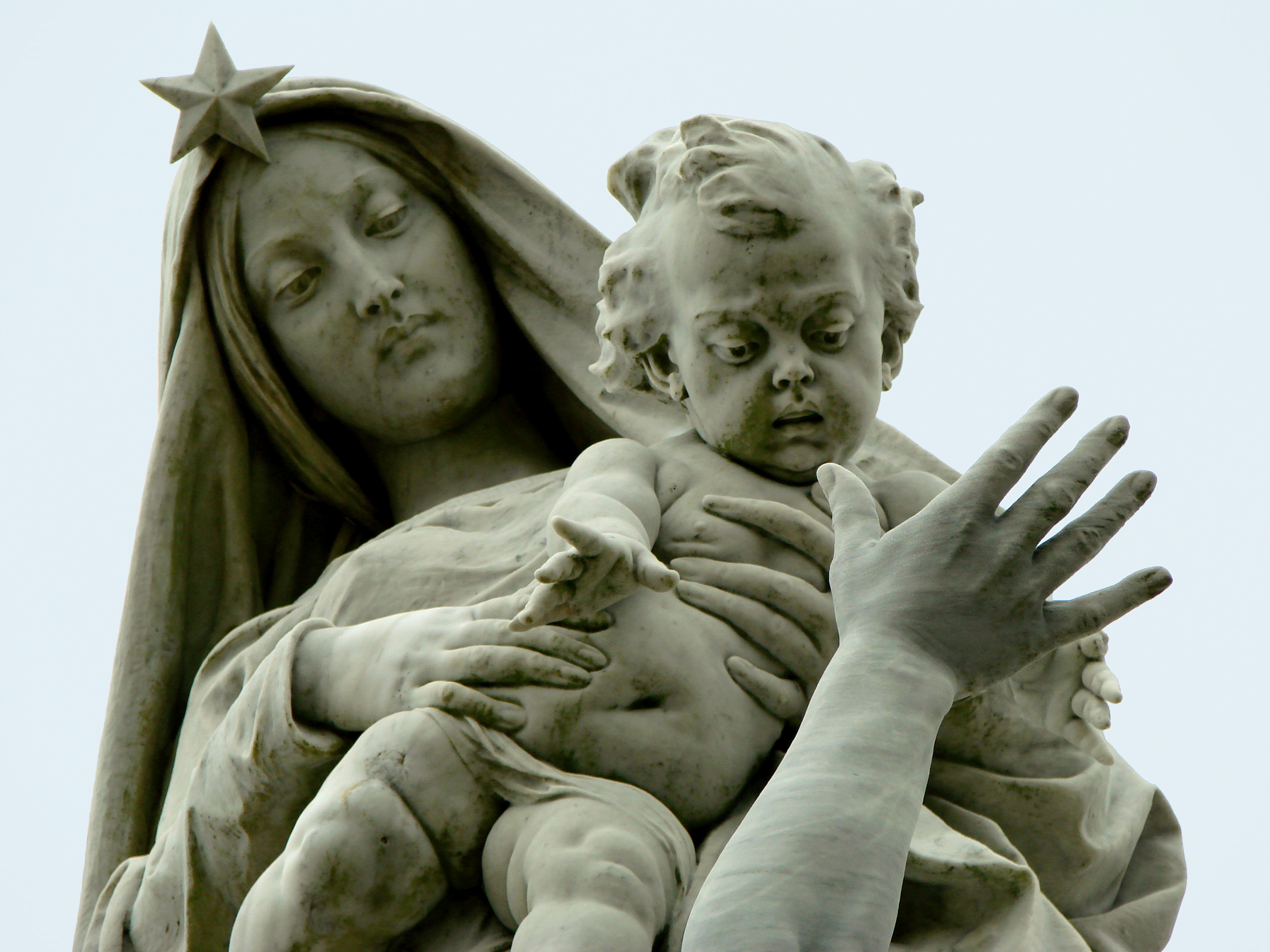
Details

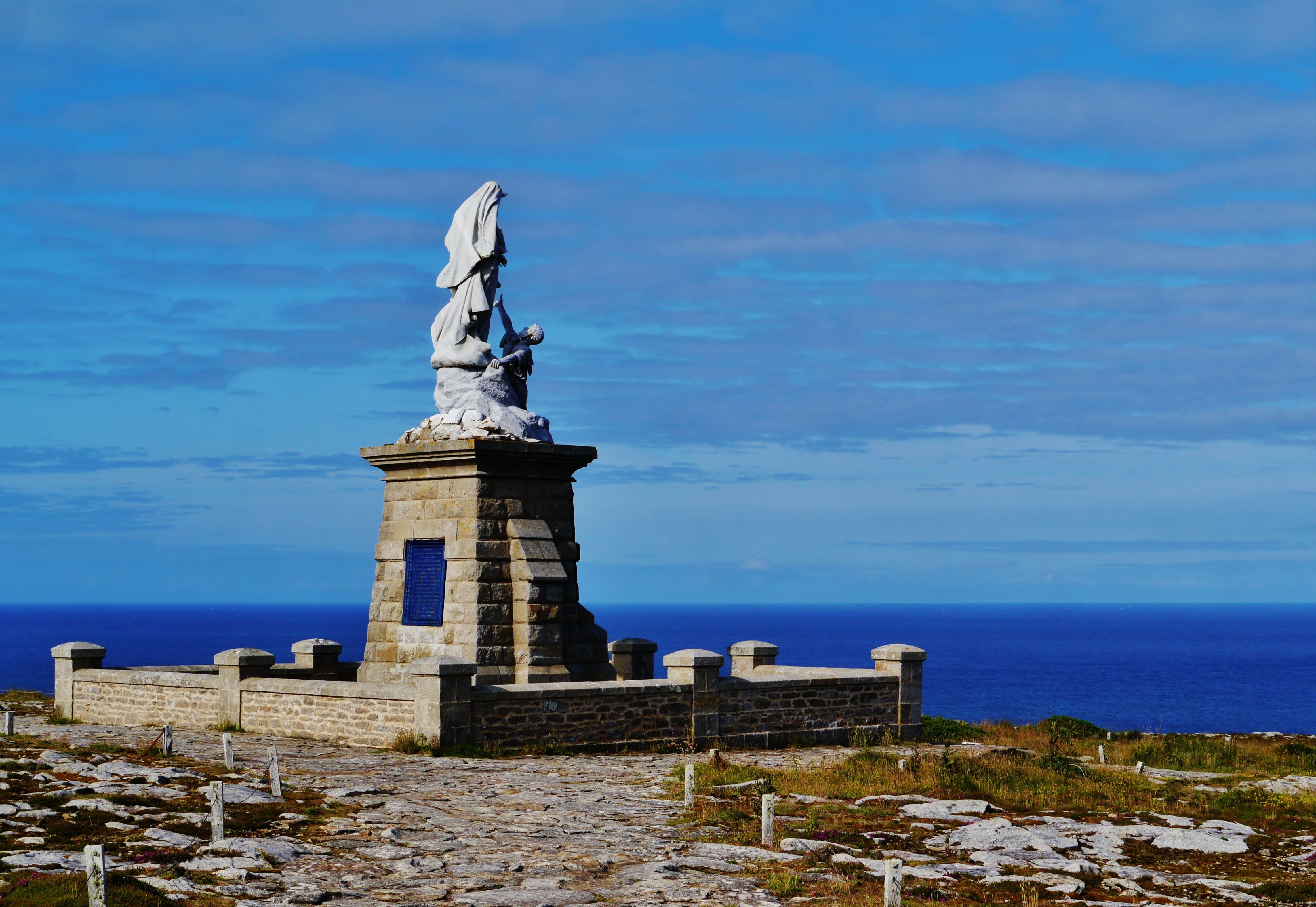
Blick von Nordosten, 2021

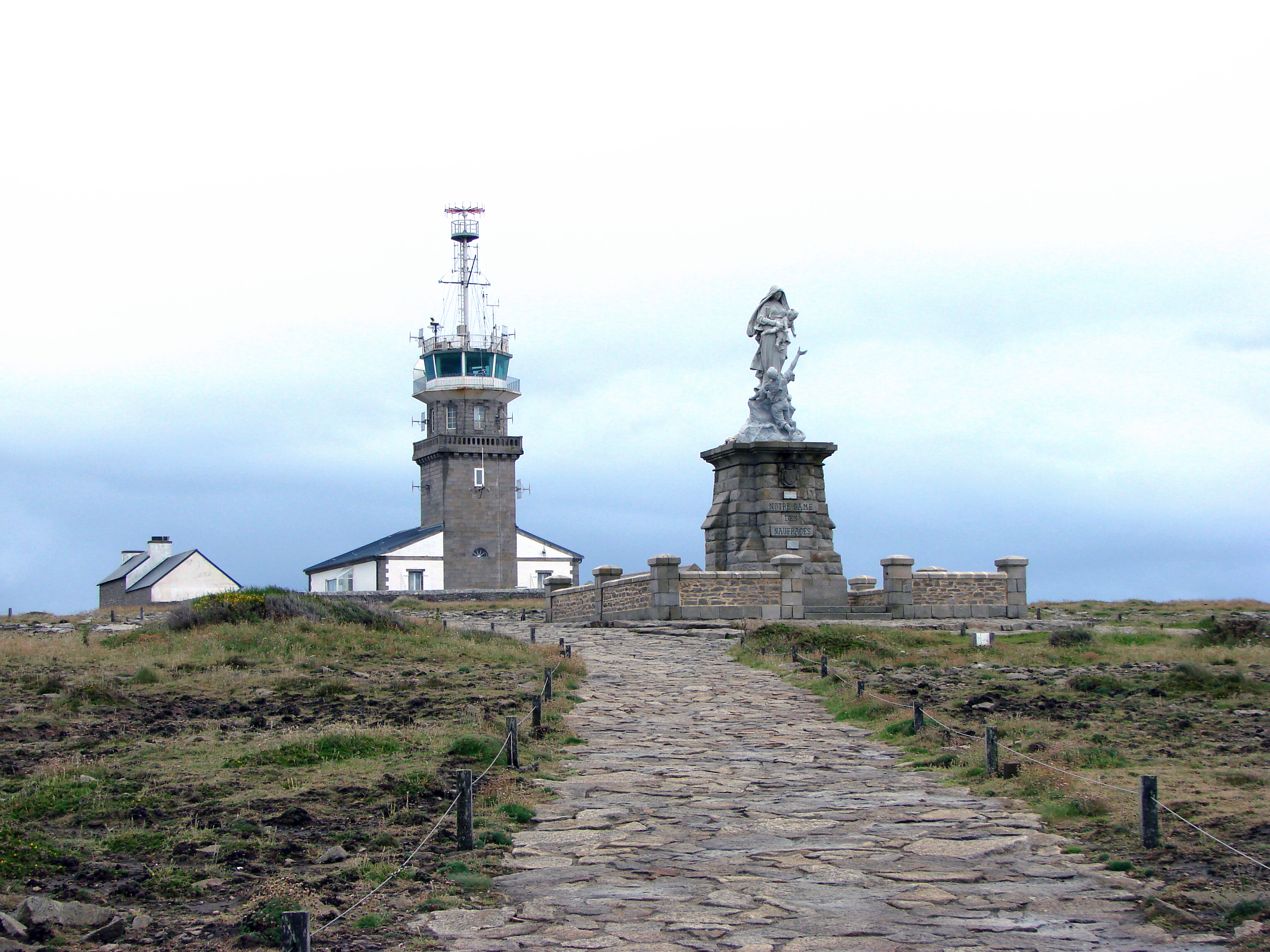
Westseite, im Hintergrund das Semaphore

Die Statue der Mutter Gottes der Schiffbrüchigen (französisch Statue de Notre-Dame des Naufragés) ist eine Statue am Pointe du Raz in der Bretagne in Frankreich.

## Lage
Die Statue befindet sich im Gebiet der Gemeinde Plogoff etwa 600 Meter landseitig vor dem äußersten Punkt des Kap Pointe du Raz.

## Gestaltung
Die Statue wurde im Jahr 1903 von Cyprian Godebski aus Carrara-Marmor geschaffen. Sie stellt die stehende Maria mit dem Jesuskind dar. Sie wendet sich mit dem Kind einem zu ihren Füßen knienden Schiffbrüchigen rettend zu. Die sechs Meter hohe Statue wurde auf einem 4,5 Meter hohen von Canon Abgrall geschaffenen Sockel aus Granit aufgestellt.
Auf der nach Westen ausgerichteten Vorderseite befindet sich am Sockel die Inschrift:
DES

(Deutsch Mutter Gottes der Schiffbrüchigen)
An der Ostseite des Sockels ist eine Tafel mit einer französischsprachigen Inschrift eingelassen, die die Umstände der Aufstellung benennt. Sie lautet:
ŒUVRE ET DON DU SCULPTEUR GODEBSKI

ÉRIGÉ PAR LES SOINS

DE MGR FRANÇOIS-VIRGILE DUBILLARD

ET PAR LA PIÉTÉ DE SES CHERS DIOCÉSAINS

EN L’HONNEUR DE LA PATRONNE DES MARINS

A L’OCCASION DU JUBILÉ

DE L’IMMACULÉE CONCEPTION

ET EN TÉMOIGNAGE DE VIVE RECONNAISSANCE

ENVERS LA CHARITÉ CATHOLIQUE

POUR SES GÉNÉREUX SECOURS

PENDANT LA CRISE SARDINIÈRE (1903)

A ÉTÉ BÉNITE ET INAUGURÉE SOLENNELLEMENT

PAR SON ÉMINENCE LE CARDINAL LABOURÉ

EN PRESENCE DE PLUSIEURS ÉVÈQUES

ET D’UN IMMENSE CONCOURS

DE PRÉTRES ET DE FIDÈLES

(Deutsch etwa: Diese Statue, das Werk und Geschenk des Bildhauers Godebski, errichtet unter der Fürsorge von Monsignore François-Virgile Dubillard und durch die Frömmigkeit seiner lieben Diözesanen zu Ehren der Schutzpatronin der Seeleute aus Anlass des Jubiläums der Unbefleckten Empfängnis und als Zeugnis tiefer Dankbarkeit gegenüber der katholischen Nächstenliebe für die großzügige Hilfe während der Sardinenkrise (1903) wurde am 3. Juli 1904 von Seiner Eminenz Kardinal Labouré in Anwesenheit mehrerer Bischöfe und einer großen Versammlung von Priestern und Gläubigen gesegnet und feierlich eingeweiht.)
Die Statue ist von einer Mauer umgeben.

## Geschichte
Als Standort war zunächst die Gemeinde Plounéour-Trez vorgesehen und sollte der Ehrung von Seenotrettern dienen. Bedingt durch politische Entwicklungen im Zuge der anstehenden Trennung von Staat und Kirche kam es jedoch nicht zur Umsetzung des dortigen Projekts. Godebski schlug dem Bischof von Quimper, François-Virgile Dubillard, vor die Statue für einen anderen Standort zu nutzen, wobei er bei der Wahl des Standortes beteiligt werden wollte.
Als Standort wurde letztlich die sehr markante Position am Pointe du Raz gewählt wurde, wobei festgelegt wurde, dass die seeseitige Sicht auf das dort bereits befindliche Semaphore nicht behindert werden dürfe. Die Genehmigung zum Bau einer Kapelle wurde jedoch verweigert. Das zur Aufstellung erforderliche Grundstück schenkte der in Plogoff lebende Kersaudy dem Bistum Quimper.
Die Statue wurde mit der Bahn von Genua nach Quimper und von dort aus mit einem Karren zum Pointe du Raz transportiert. Die Einweihung fand am 3. Juli 1904 vor 8000 Menschen statt, darunter zivile und kirchliche Würdenträger, wie Kardinal Guillaume-Marie-Joseph Labouré.
Noch heute befindet sich die Statue im Eigentum des Bistums Quimper.
Am 1. August 2004 fand unter großer Teilnahme der Öffentlichkeit anlässlich des 100. Jahrestags eine von Bischof Clément Guillon gefeierte Messe statt. Ihr war eine Prozession vorausgegangen. Im Anschluss erfolgte eine Segnung des Meeres und der Schiffe. Auf Veranlassung eines Vereins aus Plogoff untersuchte der örtliche Bildhauer Markus Jenny den Zustand der Statue. Er stellte erheblichen Sanierungsbedarf fest. Neben einer starken Verschmutzung wies er auf Risse hin. Vor allem der Arm des Schiffbrüchigen drohte zu zerbrechen. Mit Unterstützung der Gemeinde Plogoff und der örtlichen Kirchengemeinde wurden die Statue im Jahr 2005 gereinigt und die Schäden behoben.